# Tovarníky
Tovarníky es un municipio del distrito de Topoľčany en la región de Nitra, Eslovaquia, con una población estimada a final del año 2024 de 1540 habitantes.
Se encuentra ubicado al norte de la región, cerca del río Nitra (cuenca hidrográfica del Danubio) y de la frontera con las regiones de Trnava y Trenčín.

## Demografía
| Año        | 1994 | 2004    | 2014    | 2024    |
| ---------- | ---- | ------- | ------- | ------- |
| Población  | 1239 | 1315    | 1431    | 1540    |
| Diferencia |      | +6,13 % | +8,82 % | +7,61 % |

| Año        | 2023 | 2024    |
| ---------- | ---- | ------- |
| Población  | 1531 | 1540    |
| Diferencia |      | +0,58 % |